# Семенівська сільська рада (Пологівський район)
| Семенівська сільська рада — колишній орган місцевого самоврядування у Пологівському районі Запорізької області з адміністративним центром у с. Семенівка. Водоймища на території, підпорядкованій даній раді: р. Мала Токмачка. Сільській раді підпорядковані населені пункти: - с. Семенівка - с. Дмитрівське - с. Нова Дача |

## Склад ради
Рада складається з 16 депутатів та голови.

### Керівний склад ради
| ПІБ                        | Основні відомості                                                                  | Дата обрання | Дата звільнення |
| -------------------------- | ---------------------------------------------------------------------------------- | ------------ | --------------- |
| Рябчук Наталія Анатоліївна | Сільський голова, 1960 року народження, освіта, член Соціалістичної партії України | 26.03.2006   | 31.10.2010      |
| Рябчук Наталія Анатоліївна | Сільський голова, 1960 року народження, освіта вища, член Партії регіонів          | 31.10.2010   |                 |

Примітка: таблиця складена за даними джерела